# Tapa (barktyg)
Tapa är ett barktyg som används på öar i Stilla havet, exempel finns även från Centralamerika. 

Flicka i en dräkt av barktyg, som liknar en kjol bunden runt halsen. Veraguas. Panama, 1927.

Tapa tillverkas framför allt i Tonga och Samoa, men också på Java, Nya Zeeland, Papua Nya Guinea och Hawaii. I Franska Polynesien har vanan att tillverka tapa försvunnit, utom i några byar på Marquesasöarna. Tapa tillverkas vanligen av innerbarken från pappersmullbärsträd (Broussonetia Papyrifera) och ibland av innerbarken från brödfruktträd
(Artocarpus).
Ordet tapa kommer från Tahiti och från Cook Islands, där James Cook var den förste européen att upptäcka tyget och introducera det till världen utanför Söderhavet. I Tonga heter materialet ngatu och är av stor social betydelse i samhället, och en vanlig gåva. I Samoa kallas tyget siapo, i Hawaii är det känt som kapa, i Rotuma ‘uha och i Fiji masi. På Etnografiska museet i Stockholm finns en ovanligt stor tapa från James Cooks första resa, den är nästan 15 meter lång och 2,60 m bred.
Förr användes tygerna i första hand för klädesplagg, men de bärs idag vanligen bara vid ceremonier som bröllop eller används som väggbonader. 

## Tillverkningen av tapa

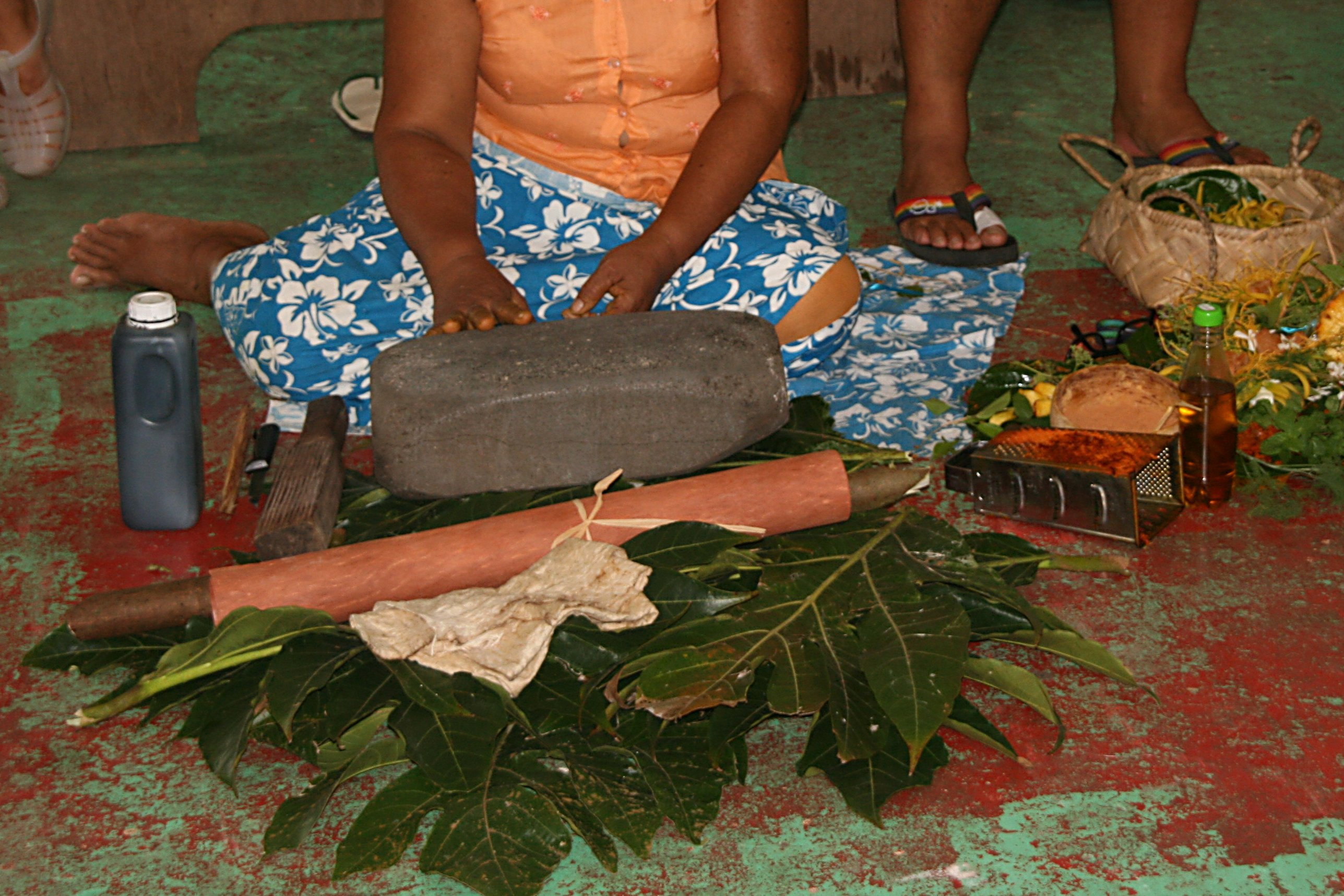
Råvara och verktyg
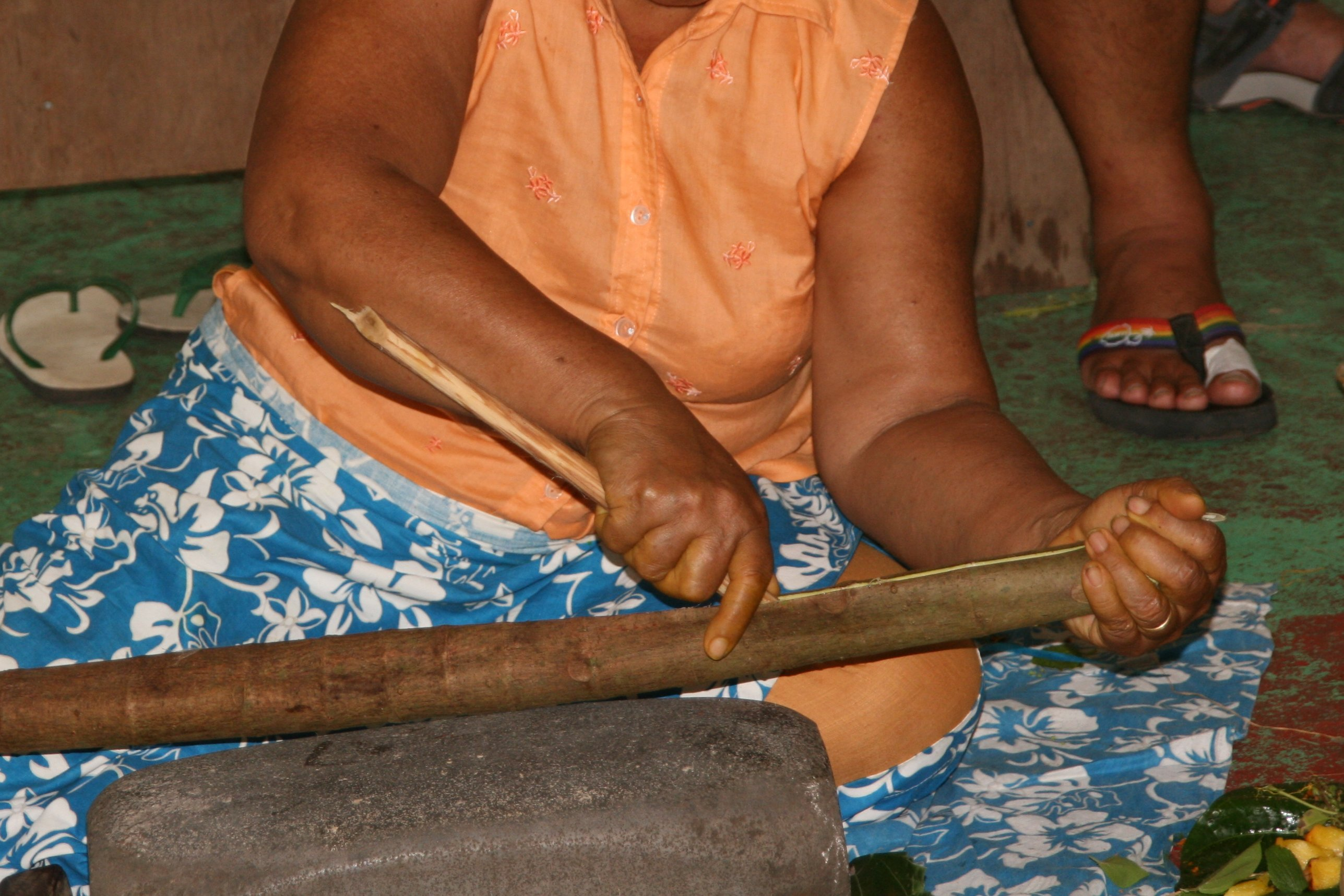
Slitsling av barken
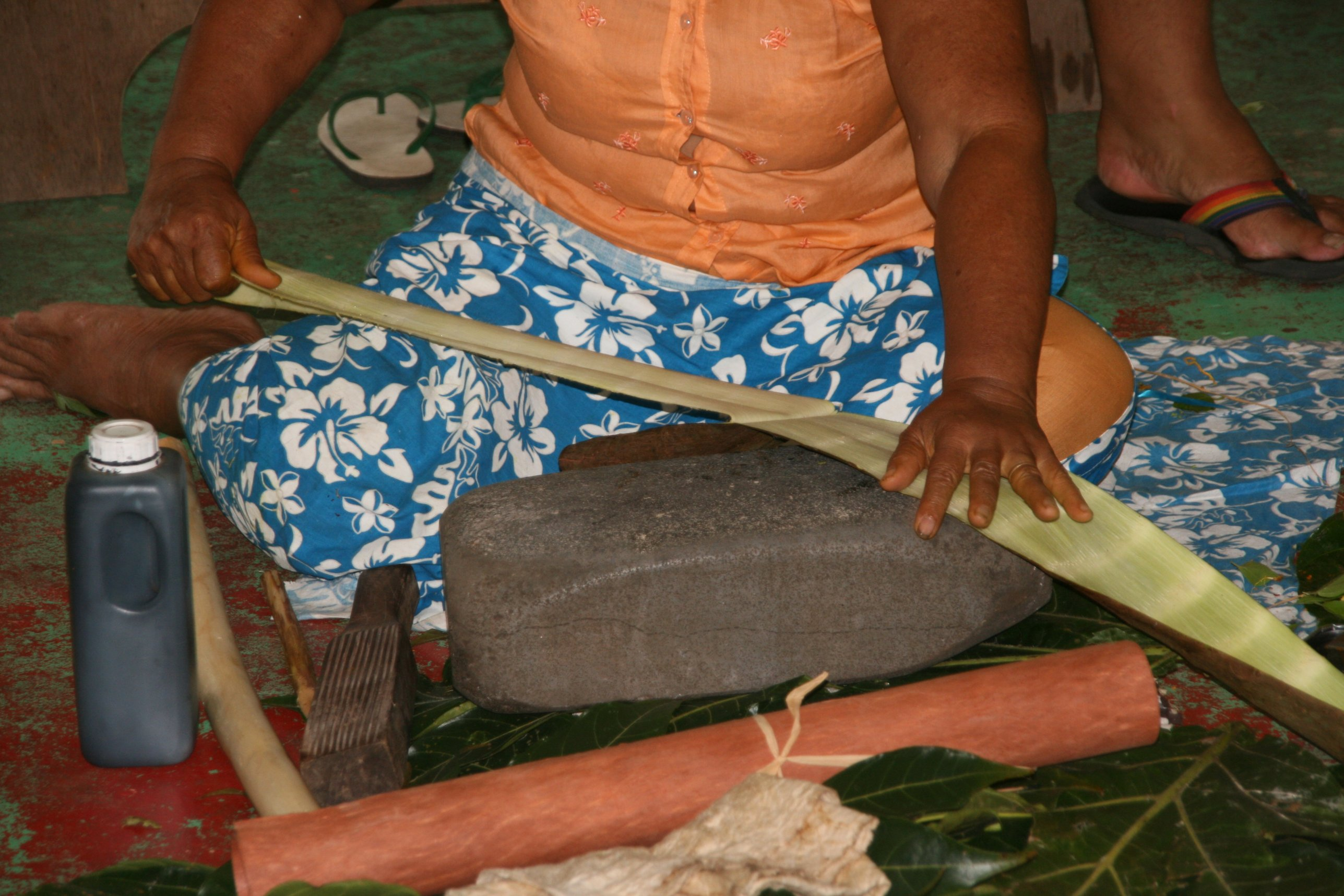
Avskiljning av innerbarken från ytterbarken
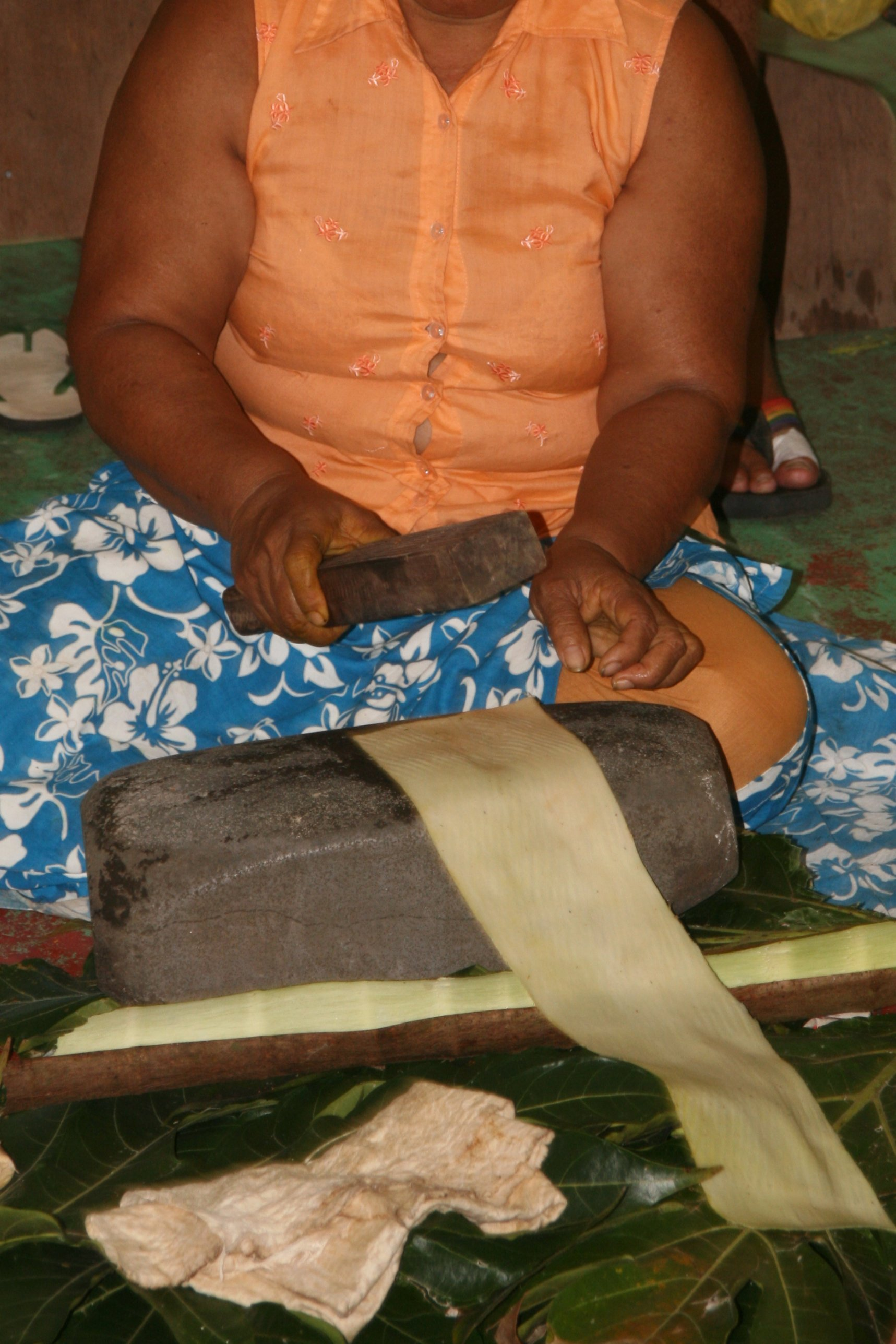
Bankning av innerbarken för att tunna ut och bredda den och tills ytan blir den önskade

Efter det att innerbarken bankats till tunna remsor, bankas flera remsor ihop till ett större flak i två lager med fibrer i rät vinkel till varandra. För att få remsorna att fästa i varandra kan stärkelse från sötpotatis eller maniok tillföras. Tygstyckena kan vara ca 3 meter breda och 15 m eller mer på längden.
Tygerna färgas normalt. De kan också målas med hjälp av mallar. Mönstren i tyger från Tonga, Samoa och Fiji är vanligen ett nät av fyrkanter, som var och en har geometriska mönster med återkommande motiv, till exempel fiskar och växter. Traditionella tyger är oftast i svart och brunt.